# نیک اوت

"ترور جنگ" توسط نیک اوت / آسوشیتدپرس

هوین کونگ اوت، معروف به نیک اوت ، (زاده ۲۹ مارس ۱۹۵۱)، عکاس خبرگزاری آسوشیتدپرس می‌باشد که در خارج لس‌آنجلس مشغول به کار است. او برای عکس از فان تای کیم فوک، دختر ۹ ساله‌ای که عریان بعد از بمب باران جنوب ویتنام با بمب‌های ناپالم در حین جنگ ویتنام به سوی دوربین می‌دود، برندهٔ جایزهٔ پولیتزر شد.

## زندگی‌نامه
او در لانگ آن، هندوچین فرانسه، به دنیا آمد. اوت عکاسی را برای ای‌پی در ۱۶ سالگی آغاز کرد، بعد از اینکه برادرش هوین تان مای عکاس دیگر اسوشیتد پرس، در ویتنام کشته شد. خود اوت ۳ بار در جنگ ویتنام مجروح شد. اوت پس از جنگ در توکیو، کره‌جنوبی و هانوی برای اسوشیتد پرس کار کرده و هنوز با کیم فو، که در کانادا زندگی می‌کند، در ارتباط است.
قبل از ارائه فیلم خود با عکس کیم فو، او کیم را به بیمارستان می‌رساند. انتشار تصویر هم مدتی به تاخیر می‌افتد، چون میان هیئت تحریریهٔ ای‌پی در مورد ارسال تصویر از فرد عریان بحث در گرفت.
...یکی از اعضای تحریریه به عریان بودن دختر موجود در تصویر اشاره می‌کند و اینکه در اسوشیتد پرس ۱۹۷۲ این تصاویر اجازه پخش نداشتند. بعد از بحث بسیار با نیویورک تماس گرفته می‌شود و هیئت تحریریه مطمئن می‌شود که ارزش خبری این تصویر از نمایش عریان بودن بسیار بالاتر است...

## ارتباط با نیکسون
نوار صوتی از نیکسون در حال صحبت با اچ. آر. هالدمن قبل از رئیس‌جمهور شدن منتشر می‌شود که این تصویر را غیر واقعی می‌خواند. در پاسخ به این نوار اوت اشاره می‌کند:
...با وجود اینکه این تصویر یکی از به یادماندنی تصاویر قرن ۲۰ام است، نیکسون در واقعیت این تصویر شک کرد. باید بگویم که این تصویر دقیقاً جنگ ویتنام و واقعیت‌های آن را نشان می‌دهد...

## خانواده و فعالیت‌های بعدی

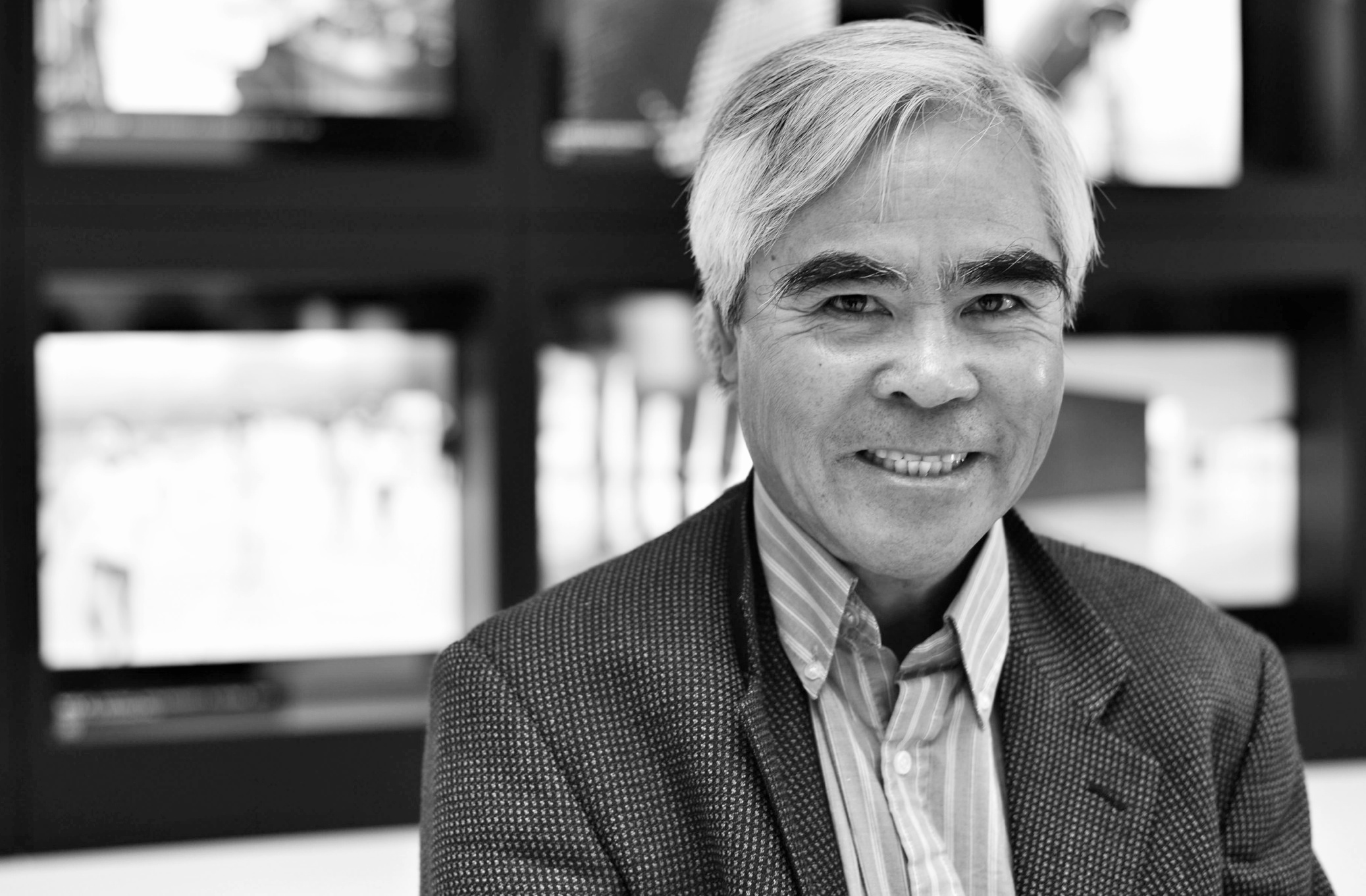
عکس اوت گرفته شده توسظ لارسن

اوت شهروند ایالات متحده است، ازداواج کرده و ۲ فرزند دارد. او هم‌اکنون در لس‌آنجلس زندگی می‌کند و عکاس ای‌پی می‌باشد. عکس‌های او از گریه پاریس هیلتون در صندلی عقب ماشین پلیس کلانتری لس‌آنجلس در ۸ ژوئن ۲۰۰۷، در سطح دنیا منتشر شد. البته اوت همراه با کارل لارسن این تصاویر را ثبت کرده بود. دو عکس پدید آمد؛ عکس معروف‌تر با نام اوت منتشر شد.با وجود اینکه توسط لارسن گرفته‌شده‌بود.